# فرهنگ فیزیک
فرهنگ فیزیک اولین کتاب جامع فرهنگ فیزیک فارسی، تألیف لطیف کاشیگر است که ۱۲ اردیبهشت ۱۳۹۵ با حضور جمعی از اساتید فیزیک در دانشکده فیزیک دانشگاه تهران رونمایی شد و توسط فرهنگ معاصر منتشر شده است. این کتاب در سی و چهارمین دوره جایزه کتاب سال جمهوری اسلامی ایران، به‌عنوان «کتاب سال ایران» برگزیده شد.
فرهنگ فیزیک با ۲۵۶۵ صفحه و بیش از دوازده هزار مدخل از واژه‌های فیزیک و رشته‌های وابسته در سه جلد به ترتیب دقیق الفبای فارسی همراه با معادل‌های انگلیسی آن است. این مجموعه شش بار تصحیح شده و جامع‌ترین فرهنگ فیزیک فارسی است.
از ویژگی‌های این فرهنگ، ۴۰۰ صفحه پیوست شامل واژه‌نامه انگلیسی-فارسی، یکاهای دستگاه‌های بین‌المللی، ثابت‌های بنیادی، چندمرتبه بزرگی، فرمول‌های ریاضی، تابش‌های الکترومغناطیسی، اتم‌ها، نوکلیدهای پرتوزا، ذره‌های زیرهسته‌ای، زندگینامه برندگان جایزه نوبل فیزیک و گاه‌شمار علم از ۳۵۰۰ پیش از میلاد تا ۲۰۱۵ میلادی است که در آن علاوه بر مداخل، شامل مختصری از زندگی‌نامه دانشمندان و قوانین بدیع از یونان باستان تا قرن بیستم است.